# Karel Prior

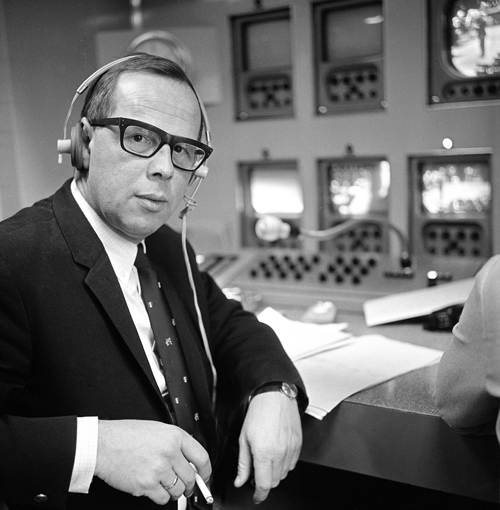
Karel Prior in 1967

Karel George Prior (Amsterdam, 19 februari 1924 – Amerongen, 24 april 1997) was een Nederlands radiopresentator, televisieregisseur en producent.
Hij deed een vergeefse poging bij de omroep binnen te komen als acteur/cabaretier, maar kwam in 1947 aan de slag als nieuwslezer en omroeper. In 1952 werd hij door de VARA gevraagd om het grote amusement op de zaterdagavond te produceren. Hij bedacht de formule van het programma Showboat, dat zeer populair werd. Wim Sonneveld had er veel succes met zijn creatie van de orgeldraaier Willem Parel en Prior bracht er Dorus en Meneer Cor Steyn bij elkaar.
In 1957 veroorzaakte Prior grote opschudding, toen hij overstapte naar de AVRO. De omroepen waren destijds veel meer geprofileerd volgens hun overtuiging dan tegenwoordig, en zijn vertrek werd dan ook als ongepast gezien. Hij nam bij zijn stap ook nog de acteurs Ko van Dijk jr., Joop Doderer, Conny Stuart en Johan Kaart uit het programma Mimoza mee, en maakte met hen het hoorspel Koek & ei. Prior had vervolgens vooral succes als producent van De Weekend-Show met John Kraaijkamp en Rijk de Gooyer.
Drie jaar later was Prior opnieuw het middelpunt van een rel. In een nationaal programma ter gelegenheid van Bevrijdingsdag had hij het lied Milord van Corry Brokken opgenomen. Deze cover van een lied van Édith Piaf over een prostituee werd, met name in NCRV-kringen, als aanstootgevend ervaren. Prior weigerde het lied te schrappen en gaf zijn opdracht terug. Dit kwam hem uiteindelijk te staan op degradatie door de AVRO van hoofd Amusement tot gewoon medewerker.
Prior werkte later ook een tijd voor de VPRO en was in 1971 een van de eerste medewerkers aan de zeezender Radio Noordzee, waar hij het programma Prioriteiten presenteerde. Daarna werkte hij voor de TROS en de NOS om in 1980 weer terug te keren bij de AVRO. Daarvoor maakte hij 400 afleveringen van het radio-praatprogramma Kom eens langs...
Karel Prior schreef ook een aantal liedteksten, zoals "'t Is genoeg" van Conny Vandenbos (1965). Hij was niet alleen een bekende figuur in de omroep- maar ook in de cricketwereld. Hij was een bekend scheidsrechter. Hij overleed in 1997 op 73-jarige leeftijd in zijn woonplaats Amerongen.

## Trivia
- Als jurylid van de talentenjacht Nieuwe Oogst in 1964 uitte Prior kritiek op het toenmalig aankomende talent André van Duin. Van Duin deed in deze talentenjacht een bandparodienummer. Prior vond het weinig origineel dat de komiek gebruik maakte van andermans stemmen en geluiden.